# Jagdgeschwader 116
La Jagdgeschwader 116 (JG 116) (116e escadron de chasseurs) est une unité de chasseurs de la Luftwaffe pendant la Seconde Guerre mondiale.
Active en fin-1944, l'unité était destinée à la formation des pilotes de chasse.

## Opérations
La JG 116 opère sur différents avions au cours de son activité :
- Arado Ar 96
- Messerschmitt Bf 109

## Organisation

### I. Gruppe
Formé le 3 septembre 1944 à Hildesheim  à partir du Flugzeugführerschule B37 avec :
- Stab I./JG 116 nouvellement créé
- 1./JG 116 nouvellement créé
- 2./JG 116 nouvellement créé
- 3./JG 116 nouvellement créé
- 4./JG 116 nouvellement créé

Le 15 octobre 1944, le I./JG 116 est renommé II./JG 107 avec :
- Stab I./JG 116 devient Stab II./JG 107
- 1./JG 116 devient 5./JG 107
- 2./JG 116 devient 6./JG 107
- 3./JG 116 devient 7./JG 107
- 4./JG 116 devient 8./JG 107

Gruppenkommandeure (Commandant de groupe) :
| Début | Fin | Grade | Nom |
| ----- | --- | ----- | --- |
| ?     | ?   | ?     | ?   |